# Churriana de la Vega
Churriana de la Vega és un municipi situat en la part central de la Vega de Granada (província de Granada), a uns 6 km de la capital. Aquesta localitat limita amb els municipis de Vegas del Genil, Granada, Armilla, Alhendín, Las Gabias i Cúllar Vega.